# عقد 1340 هـ
عقد 1340 هـ هو الفترة بين عام 1340 إلى 1349 في التقويم الهجري، أي العشر سنوات الخامسة من القرن الرابع عشر الهجري.